# VII. Radu havasalföldi fejedelem
VII. Radu, más néven Radu Paisie (? – 1545 után) havasalföldi fejedelem 1535-től 1545-ig.
IV. Radu gyermekeként született. 1534-ben rövid időre megszerezte a trónt, de valódi uralkodása 1535-ben kezdődött. 1539-ben török segítséggel verte le a bojárok felkelését.

## Gyermekei
- Radu 1541-ben[1] Târgoviștében[1] házasodott meg egy Stana[1] nevű nővel, aki feltehetően V. Basarab leánya volt.[1] Házasságukból nem született gyermek.
- Viszont Radunak volt egy törvénytelen gyermeke:
  - Petraskó havasalföldi fejedelem (? – 1557. december 24.)